# Боринський район
Боринський район — колишній район у складі Дрогобицької області УРСР. Центром району було селище Бориня.

## Історія
27 листопада 1939 року політбюро ЦК КП(б)У обговорило питання про утворення Дрогобицької області у складі УРСР. До її складу увійшов Турківський повіт.
Однак вже 17 січня 1940 року Турківський повіт було розділено на три райони — Турківський, Стрілківський і Боринський.
До Турківського району відійшло 25 сільських рад, до Боринського — 24.
У червні 1941 р. територія району була окупована німцями. 28 вересня 1944 (четвер) — Радянські війська зайняли районний центр Бориня Дрогобицької області.
На 28.08.1948 у складі району було 26 сільрад.
У 1959 році Боринський та Турківський райони були об'єднані, а районним центром стало містечко Турка.

## Боринський райком КПУ
Створений в січні 1940 р. як Висоцький райком КП(б)У, у червні 1941 р. з початком ІІ Світової війни тимчасово припинив діяльність, відновлений в жовтні 1944 р. як Боринський. З жовтня 1952 року — Боринський районний комітет Комуністичної партії (більшовиків) України (КП(б)У). У вересні 1959 року ліквідовано у зв'язку з входженням Боринського району до складу Турківського.
Райком складався з Бюро (загального відділу), організаційно-інструкторського відділу (з 1949 р. — відділу партійних, профспілкових та комсомольських організацій), сектору партійної статистики, відділу пропаганди і агітації, сільськогосподарського відділу, військового відділу, відділу по роботі серед жінок, відділу кадрів.

## Боринський народний суд
У 1945–1959 рр у смт Бориня знаходився Боринський районний суд. Адміністративно був підпорядкований Дрогобицькому обласному суду, документальні матеріали здавалися в Самбірський державний архів.
Штат Боринського народного суду складався із шести штатних одиниць: народний суддя, судовий виконавець, секретар суду, кур'єр-прибиральниця, конюх-сторож.
Список голів Боринського народного суду:
1945–1946 Валентина Михайлівна Нечистик
1946–1949 Микола Петрович Волянський
1949 — 16 грудня 1951 Василь Миколайович Черевко
16 грудня 1951 — 19 грудня 1954 Ярослав Васильович Леськів, 1925 року народження, виходець із місцевих жителів, освіта вища, 7 класів, закінчив двохгодинну юридичну школу в 1951 році.
19 грудня 1954–1957 Григорій Денисович Покотило, 1928 року народження, мав військове звання лейтенанта, склад — політпрацівник, у запасі І розряду.
1957–1959 Антоніна Йосипівна Шевчук, яка у 1959 році стала народним суддею Турківського району у зв'язку із змінами в адміністративно-територіальному устрої УРСР.

## Діяльність ОУН та УПА у Боринському районі
Згідно з підпільним адміністративним поділом Дрогобиччина упродовж 1940–1945 рр. перебувала в статусі області у складі краю Західні Українські Землі, який охоплював на той час території Галичини та Холмщини. Відповідно до адміністративно-територіального поділу, що був прийнятий в УПА, територія Дрогобицької області ОУН входила до складу Дрогобицької ВО 5 «Маківка» (у складі УПА-Захід). Командир ВО одночасно займав пост військового референта Дрогобицького обласного проводу ОУН.
Відповідно до реорганізації адміністративно-територіального устрою ОУН була проведена й реорганізація військово-територіального поділу УПА. Боринський район входив до складу Дрогобицького надрайону. Улітку 1946 р. Боринський район перепідпорядковується з Дрогобицького Стрийському надрайону.
Через створення четвертого Турківського надрайону у 1947 р. в адміністративно-територіальному устрої Дрогобицької округи відбулися досить значні зміни. До нього із Стрийського надрайону увійшов Боринський район. Турківський надрайон отримав завдання охопити прилеглі райони Закарпаття. Причини і перебіг цієї реорганізації подає у своєму листі її ініціатор, окружний провідник Іван Лаврів-«Нечай»: «Я на зустрічі з „Додом“ і „Волянським“ запропонував план реорганізації Стрийського надрайону, а саме: відірвати від Стрийського надрайону райони Славське і Бориня і приєднати до них район Турка (останній приєднати тільки весною) і створити окремий надрайон».
З літа 1947 р. до Дрогобицької округи входив Турківського надрайон, до якого, зокрема, входив Боринський район. Після цього змін в адміністративно-територіальному устрої не проводилося.